# Aiud
Aiud (německy Straßburg am Mieresch, maďarsky Nagyenyed) je město v Rumunsku v župě Alba. Nachází se u břehu stejnojmenné řeky Aiud (levostranný přítok řeky Mureș), asi 68 km jihovýchodně od Kluže a asi 389 km severozápadně od Bukurešti. V roce 2011 žilo ve městě 22 876 obyvatel, Aiud je tak třetím největším městem župy Alba. Ve městě žije výrazná maďarská menšina (14,7 % obyvatelstva).
První písemná zmínka o městě pochází z roku 1293. Městem prochází silnice DN1, východně od města prochází dálnice A10 (evropská silnice E81). Název Aiud vznikl odvozením od jména Aegidius (svatý Jiljí, jemuž zde byl zasvěcen první kostel). Ve městě se nachází zámek a velké množství kostelů, například ortodoxní kostel svaté Alžběty, ortodoxní kostel Povýšení svatého Kříže, reformovaný kostel, letniční kostel a kostel adventistů sedmého dne.